# Felix Film
Felix Film Corporation (яп. 株式会社FelixFilm, Kabushiki-gaisha Ferikkusu Firumu) — японська анімаційна студія, що спеціалізується на 3DCG, заснована 14 травня 2014 року в Мітака, Токіо.

## Праці

### Аніме-серіали
| Назва                                                                    | Режисер(и)                   | Початок випуску | Кінець випуску  | Еп. | Нотатки | Прм.   |
| ------------------------------------------------------------------------ | ---------------------------- | --------------- | --------------- | --- | --- | ------ |
| A Good Librarian Like a Good Shepherd                                    | Ю Нобута                     | 8 жовтня 2014   | 24 грудня 2014  | 12  | За мотивами візуального роману, написаного August та опубліковано Hazuki. Спільне виробництво з Hoods Entertainment. | [ 1 ]  |
| Nekopara                                                                 | Ясутака Ямамото              | 9 січня 2020    | 26 березня 2020 | 12  | За мотивами візуального роману, написаного Neko Works та опубліковано Sekai Project.                                 | [ 2 ]  |
| Otherside Picnic                                                         | Такуя Сато                   | 4 січня 2021    | 22 березня 2021 | 12  | За мотивами серії романів Іорі Міядзави. Спільне виробництво з Liden Films.                                          | [ 3 ]  |
| Aharen-san wa Hakarenai                                                  | Ясутака Ямамото Томое Макіно | 2 квітня 2022   | 18 червня 2022  | 12  | За мотивами манґи, написаної Асато Мізу.                                                                             | [ 4 ]  |
| Saving 80,000 Gold in Another World for My Retirement                    | Хіроші Тамада                | 8 січня 2023    | 26 березня 2023 | 12  | За мотивами серії ранобе, написаних FUNA.                                                                            | [ 5 ]  |
| MF Ghost                                                                 | Хіроші Тамада                | 2 жовтня 2023   | 18 грудня 2023  | 12  | За мотивами манґи, написаної Шуічі Шігено.                                                                           | [ 6 ]  |
| You Are Ms. Servant                                                      | Аюму Ватанабе                | 6 жовтня 2024   | 22 грудня 2024  | 12  | За мотивами манґи, написаної Shotan.                                                                                 | [ 7 ]  |
| MF Ghost 2nd Season                                                      | Хіроші Тамада                | 7 жовтня 2024   | 23 грудня 2024  | 12  | Продовження MF Ghost.                                                                                                | [ 8 ]  |
| The Most Notorious "Talker" Runs the World's Greatest Clan               | Юта Такамура                 | 7 жовтня 2024   | 23 грудня 2024  | 12  | За мотивами серії ранобе, написаних Jaki. Спільне виробництво з GA-CREW.                                             | [ 9 ]  |
| Aharen-san wa Hakarenai 2nd Season                                       | Ясутака Ямамото Томое Макіно | 7 квітня 2025   | TBA             | TBA | Продовження Aharen-san wa Hakarenai.                                                                                 | [ 10 ] |
| Yūsha Party o Tsuihō Sareta Shiro Madōshi, S-Rank Bōkensha ni Hirowareru | Хіроші Тамада                | 2025            | TBA             | TBA | За мотивами серії ранобе, написаних Сора Суґецу.                                                                     | [ 11 ] |
| MF Ghost 3rd Season                                                      | TBA                          | 2026            | TBA             | TBA | Продовження MF Ghost 2nd Season.                                                                                     | [ 12 ] |

### OVA
| Назва                                 | Дата випуску                    | Еп. | Тривалість | Нотатки | Прм.   |
| ------------------------------------- | ------------------------------- | --- | ---------- | --- | ------ |
| A Good Librarian Like a Good Shepherd | 25 грудня 2014 – 28 травня 2015 | 6   | 9 Хвилин   | За мотивами візуального роману, написаного August та опубліковано Hazuki. Спільне виробництво з Hoods Entertainment. | [ 13 ] |
| Nekopara                              | 22 грудня 2017                  | 1   | 58 Хвилин  | За мотивами оригінальної візуальної новели Nekopara.                                                                 | [ 14 ] |
| Nekopara Extra                        | 27 липня 2018                   | 1   | 22 Хвилин  | За мотивами візуальної новели Nekopara Extra.                                                                        | [ 15 ] |
| Hairpin Double                        | 4 лютого 2022                   | 1   | 7 Хвилин   | На честь 30-ї річниці Міжнародного автодрому Окаяма. Спільне виробництво з GA-CREW.                                  | [ 16 ] |